# René Villavicencio
René Villavicencio Figueroa (San Raymundo, 30 de marzo de 1949-Ciudad de Guatemala, 16 de agosto de 2023) fue un futbolista guatemalteco que jugaba como defensa. Es hermano del también futbolista, Luis Villavicencio.

## Selección nacional
Jugó con la selección de Guatemala en los dos partidos contra Honduras en la clasificación para el Campeonato de Naciones de la Concacaf de 1971.

## Clubes
| Club                   | País      | Año       |
| ---------------------- | --------- | --------- |
| Comunicaciones         | Guatemala | 1965-1977 |
| Galcasa                | Guatemala | 1977-1979 |
| Cobán Imperial         | Guatemala | 1979-1980 |
| Xelajú Mario Camposeco | Guatemala | 1980      |

## Palmarés

### Títulos nacionales
| Título        | Equipo         | País      | Año     |
| ------------- | -------------- | --------- | ------- |
| Liga Nacional | Comunicaciones | Guatemala | 1968-69 |
| Copa Nacional | Comunicaciones | Guatemala | 1970    |
| Liga Nacional | Comunicaciones | Guatemala | 1970-71 |
| Liga Nacional | Comunicaciones | Guatemala | 1971    |
| Liga Nacional | Comunicaciones | Guatemala | 1972    |
| Copa Nacional | Comunicaciones | Guatemala | 1972    |
| Liga Nacional | Comunicaciones | Guatemala | 1977-78 |

### Títulos internacionales
| Título                           | Equipo         | País      | Año  |
| -------------------------------- | -------------- | --------- | ---- |
| Copa Fraternidad Centroamericana | Comunicaciones | Guatemala | 1971 |